# Jeanett Kristiansen
Jeanett Egebakken Kristiansen (Drammen, 1992. december 24. –) norvég válogatott kézilabdázó, átlövő-irányító. Jelenleg a Follo HK Damer játékosa. A Kristiansen-testvérek közül a legfiatalabb, nővérei: Veronica Kristiansen, a Győri Audi ETO KC játékosa, és Charlotte Kristiansen, aki szintén válogatott kézilabdázó.